# شام سيتي سنتر
شام سيتي سنتر (بالإنجليزية: Cham City Center)‏ هو مركز تسوق تم افتتاحه في 1 سبتمبر 2006 في كفر سوسة بدمشق ويعد واحدا من أكبر المراكز التجارية في سوريا وقد تأسس المركز التجاري على يد ثلاثة عائلات وهي: (مجموعة الأورفة لي، مجموعة العظمة ومجموعة البعل).

## أقسام المركز التجاري
- سوبر ماركت.
- محال تجارية.
- مقاهي ومطاعم.
- مدينة ألعاب.
- قاعة رياضية ومسبح.
- قاعة بولينغ.

## وصلات داخلية
الموقع الرسمي